# ロンドンビール洪水

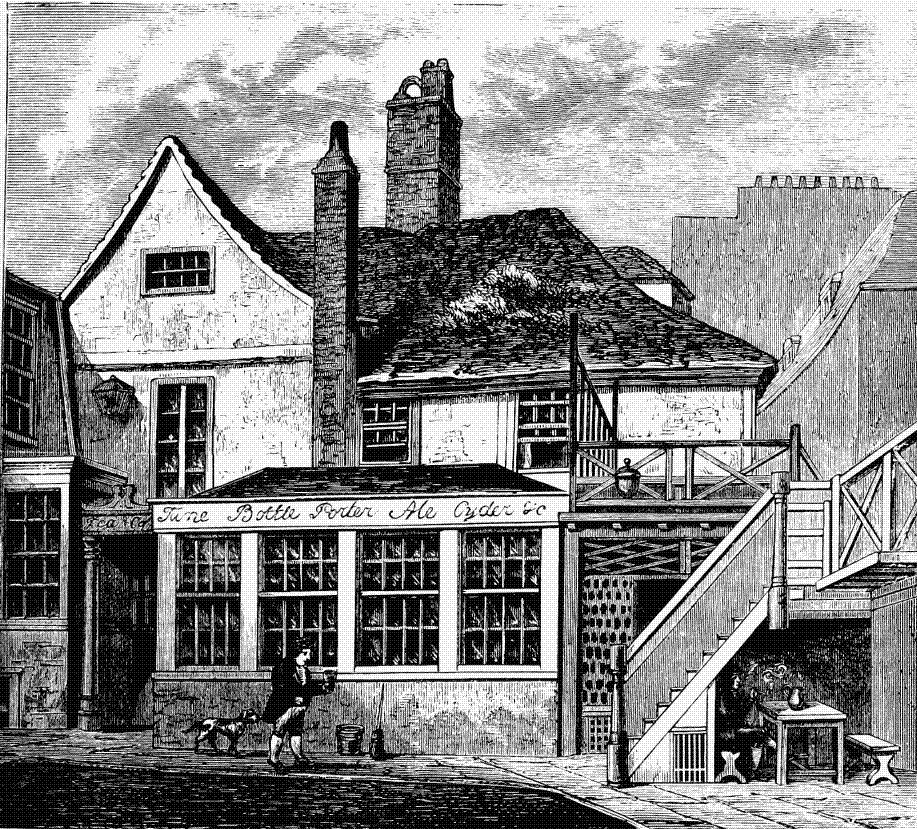
洪水の前の年におけるセントジャイルスの通りの様子。

ロンドンビール洪水（ロンドンビールこうずい、英: London Beer Flood）は、1814年10月17日にイギリス・ロンドンのセント・ジャイルズ教区で発生したビールの破裂・流出事故である。

## 事故の内容
事故は、トテナム・コート・ロードにあるモイクス醸造所で起こった。醸造所は、セントジャイルス貧民街の救貧院と長屋の間に建っていて、従業員やその家族が地下室で起居していた。
事故当日の午後4時30分頃、醸造所の従業員であるジョージ・クリックが黒ビールの入った大樽の検査をしていたところ、樽から箍（たが）が落ちたことに気づいた。大樽の箍が外れることは年間2～3回あることから、クリックから報告を受けた上司は「後日箍の修理を依頼すれば問題ない。」とした。
クリックが上司に従い修理依頼の手紙を書いていた5時30分頃、この大樽が爆発を起こした。ビールの発酵に伴う大樽内の圧力の上昇が爆発を引き起こしたのである。そしてこの爆発に誘発され、醸造所内のビール樽が次々に破壊された。大樽にどの程度のビールが蓄えられていたかは議論があるところだが、ビールは津波の如く醸造所から屋外に溢れ出した。これによって2つの家屋が全壊して、隣接するタヴィストック・アームス・パブの壁の倒壊で14歳のエレノア・クーパーが圧死した。
そして、この災害最大の被害はニューストリートで発生した。ビールの津波は、お茶の最中だったメアリー・バンフィールドとその4歳の娘のハンナをさらい、二人は溺死。さらに家を崩壊させ、葬儀のために地下室に集まっていたアン・サヴィルを含む5名が亡くなった。
事故について、醸造所が司直の追及を受けたものの、結局不可抗力 ("Act of God") と認められたため刑事罰は免れた。しかし事故によって巨額の損失が発生したうえ、噴出したビールに対する税金を納付済みであったことから、醸造所は一時期事業継続が危ぶまれた（経営者が議会に請願したことで、損失分のビールの税金について返還が認められたため、事業撤退の危機は脱している）。

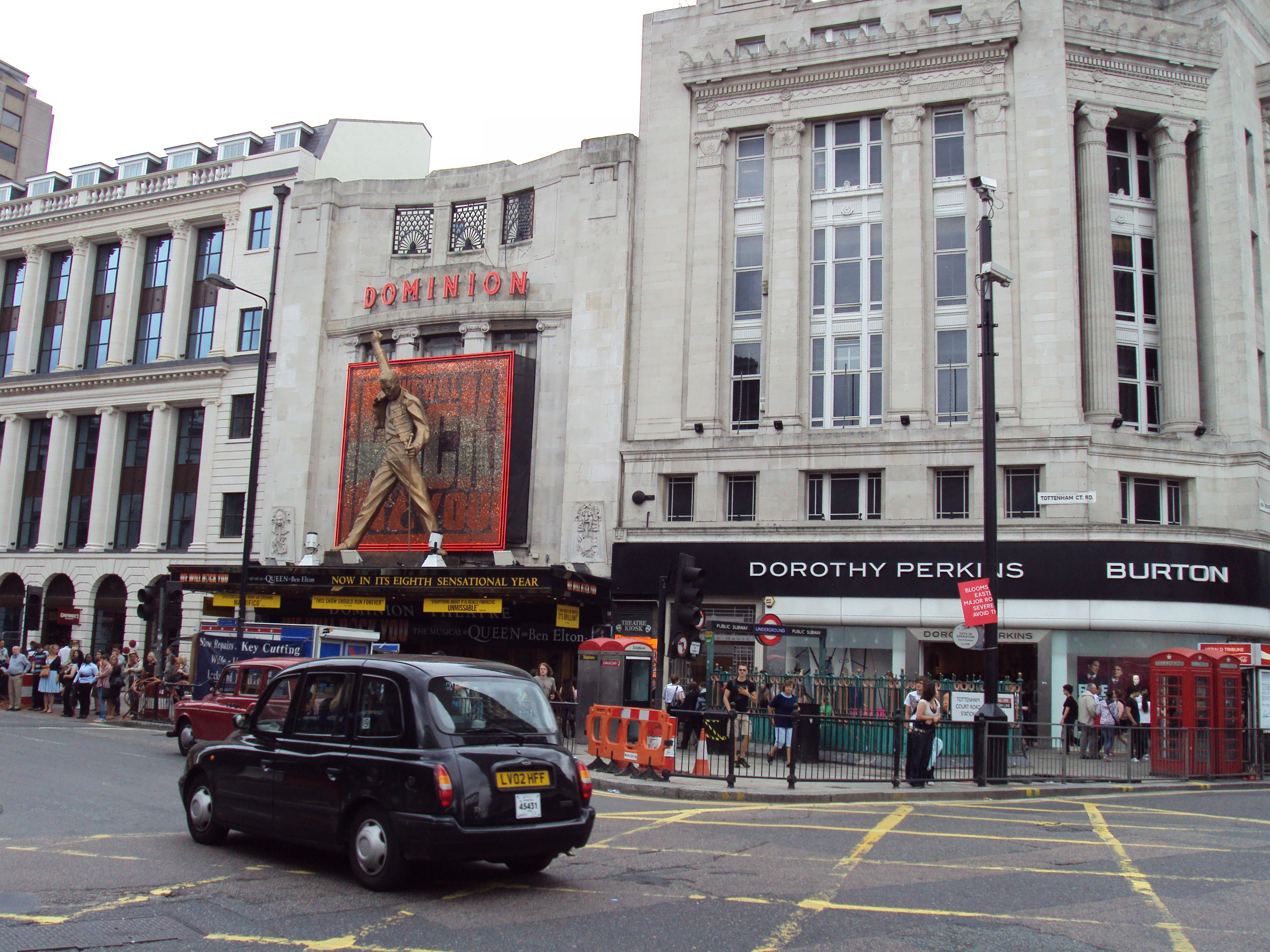
ドミニオン・シアター

醸造所は1922年に解体され、跡地には現在ドミニオン・シアターが建っている。